# توموهیسا ایشیگورو
توموهیسا ایشیگورو (انگلیسی: Tomohisa Ishiguro؛ زادهٔ ۲۷ آوریل ۱۹۸۱) بازیکن فوتبال اهل ژاپن است.